# Brian Cummings
Brian Cummings (Sioux Falls, 4 maart 1948) is een Amerikaans muzikant, stemacteur en radiopresentator. Zijn stem is te horen in legio reclames en film-, televisie- en radiopromo's. Daarnaast leent hij zijn stem aan personages in tekenfilms en computerspellen. Hij is de oudere broer van Jim Cummings, die eveneens stemacteur is.
Als kind had Brian Cummings al interesse in muziek, tekenfilms en comedy en deed hij stemmen na van mensen die op de televisie verschenen. Toen hij op de highschool in Aberdeen zat, had hij zijn eerste baan bij een klein radiostation, het plaatselijke KSDN, waar hij onder andere spotjes produceerde. Daarna ging hij naar Los Angeles voor het grotere werk. Cummings kreeg stemacteerlessen van onder meer Daws Butler en Larry Moss.

## Stemacteerwerk (selectie)
- Metal Gear Solid 3: Snake Eater (2004), computerspel – Sokolov
- 2 Stupid Dogs (1993), animatieserie – Hollywood
- Belle en het Beest (1991), animatiefilm – de kachel
- DuckTales (1987), animatieserie – Dorus, Bebop Boef
- G.I. Joe (1986), animatieserie – Dr. Mindbender
- Gummi Beren (1985), animatieserie – Sir Berrydown, Sir Tuxford, Grubby
- The Jetsons (1962), animatieserie – verschillende bijrollen